# EuroCap-Rail
EuroCap-Rail (également orthographié Eurocaprail  ou Eurocap Rail)  est un projet de liaison ferroviaire à grande vitesse de 397 kilomètres à travers la Belgique, le Luxembourg et la France pour relier trois villes, officieusement considérées comme les capitales de l'Union européenne : Bruxelles, Luxembourg et Strasbourg. Le projet moderniserait les lignes ferroviaires de Bruxelles à Luxembourg (ville) jusqu'à Baudrecourt (LGV Est Européenne), et utiliserait la LGV Est entre Baudrecourt et Strasbourg. EuroCap-Rail est un projet classé prioritaire parmi les réseaux transeuropéens de transport.
Par la ligne historique, Bruxelles est aujourd'hui à 2 h 15 de Luxembourg et à 4 h 30 de Strasbourg. Le projet Eurocap-rail vise à relier ces trois capitales de l'Union européenne par une liaison ferroviaire performante. C'est le projet no 28 du réseau transeuropéen de transport, qui doit se prolonger par un axe Autriche – Royaume-Uni. Cette desserte a pour origine une étude réalisée à partir de 1969 par la conférence d'aménagement du territoire du Conseil de l'Europe. Sous le nom d'« Europole », elle visait à créer une liaison par aérotrain le long de l'axe Bruxelles – Luxembourg – Strasbourg – Bâle – Genève.
En France, cette liaison empruntera la seconde phase de la LGV Est Européenne via la ligne Luxembourg – Metz et le raccordement de Baudrecourt. En Belgique, il était envisagé de créer une LGV entre Ciney et Libramont et de rénover le reste de la ligne pour porter sa vitesse limite à 160 km/h, voire 200 km/h sur les tronçons les plus favorables. Ces travaux d'un montant de 750 M€2003 devaient mettre Bruxelles à 1 h 30 de Luxembourg et à 3 h de Strasbourg.
Une étude de marché, réalisée en 2005 à la demande de la SNCB et des CFL, a conclu à la non-rentabilité du projet. En 2009-2010, Infrabel réalise un « grand entretien » de ses lignes 161 et 162, qui permettra de porter à 160 km/h la vitesse de référence, là où c’est possible sans frais importants. Cela devrait réduire le temps de parcours Bruxelles – Luxembourg à 2 h et celui du parcours Bruxelles – Strasbourg à 3 h 30.